# Caroline Ribeiro
Caroline Ribeiro Magalhães (20 de septiembre de 1979) es una modelo brasileña. Como adolescente, Ribeiro se trasladó a São Paulo para empezar a modelar. Ella misma dijo de su aspecto: "Creo que mi cara es diferente, es exótica- no es belleza normal. No tengo lo que llaman belleza perfecta... Con una cara como la mía puedo hacer muchas cosas".
Caroline es de ascendencia amerindia, portuguesa y africana y llama la atención por tener un físico exótico.
La carrera de Ribeiro mejoró cuando firmó con Marilyn Agency en Paris en 1999. Se volvió la "modelo favorita" de Tom Ford y apareció en diversas campañas de Gucci. Figuró también en campañas para Chanel, Louis Vuitton, Oscar de la Renta, Valentino, y Yves Saint Laurent. Caroline también desfiló para Victoria's Secret junto a las otras modelos brasileñas Gisele Bündchen, Adriana Lima, Fernanda Tavares, y Alessandra Ambrósio. Ribeiro se convirtió en portavoz de Revlon. Ha aparecido en portadas de revistas como Vogue Italia, la Vogue francesa, y Harper's Bazaar.
Se casó con el brasileño Paulo Rego, también modelo, y tienen un hijo juntos, Felipe.